# 蒙古服装博物馆
蒙古服装博物馆（英語：Museum of Mongolian Costumes）是位于蒙古国乌兰巴托的博物馆。展示蒙古传统服饰。

## 简介
该馆于2005年7月23日正式开放。该馆是由乌兰巴托市长办公室、世界蒙古服装协会（World Mongolian Association of Costumes）以及国家服装学院（Academy of the National Costumes Study）共同开办。
该馆所藏服装为蒙古服装公司（Mongol Costumes Company）的设计师设计，该公司400名设计师中，有大约60名参加了这一工作。该馆的藏品包括蒙古族传统服装，如uzemchin、zakhchin、torguud、khoton及kazakh。
展品中还包括两件在2005年3月俄罗斯乌兰乌德国际艺术节上获奖的服装。